# Вулиця Стратонавтів (Київ)
Ву́лиця Стратона́втів — вулиця у Святошинському районі міста Києва, місцевість Михайлівська Борщагівка. Пролягає від вулиці Дев'ятого Травня до вулиці Миру.
Прилучаються провулок Миру і Вербівська вулиця.

## Історія
Вулиця виникла в 1-й половині XX століття, мала назву вулиця Чкалова (на честь Валерія Чкалова). Сучасна назва на честь стратонавтів — з 1974 року.
У 1934—1941 в Києві пам'ять загиблих радянських стратонавтів було увічнено в назві шосе Героїв Стратосфери (нині — Повітрофлотський проспект).